# Малаитская белоглазка
Малаитская белоглазка (лат. Zosterops stresemanni) — вид воробьиных птиц из семейства белоглазковых (Zosteropidae). Назван в честь немецкого орнитолога Эрвина Штреземана.

## Распространение
Эндемики Соломоновых островов. Обитают в первичных и вторичных лесах, а также в кустарниках и садах от уровня моря до высоты 1100 метров.

## Описание
Длина тела достигает 13,5 см. Масса тела самцов до 22,2 г, самок до 21,7 г. Самцы и самки подобны друг другу. Молодые птицы до сих пор не описаны. Боковые стороны тела и верх оливкового цвета. Корона слегка размытая, серо-коричневая. Глазное кольцо отсутствует. Тёмная область вокруг глаз не покрыта перьями. Крылья чёрно-коричневые с широкими серо-желтыми краями. Горло, грудь и бока светло-оливковые со слабой желтоватой окантовкой. Живот и нижняя часть хвоста жёлтые. Радужка светло-коричневая. Ноги зеленовато-серые.

## Охранный статус
МСОП присвоил виду охранный статус «Вызывающие наименьшие опасения» (LC).